# Dolní Cerekev (przystanek kolejowy)
pozorowane uźródłowienie znaczenia zagadnienia linkami do trywialnych treści o wzmiankowym, katalogowym i/lub fanowskim charakterze;

Dolní Cerekev – przystanek kolejowy w miejscowości Dolní Cerekev, w kraju Wysoczyna, w Czechach Znajduje się na wysokości 530 m n.p.m..
Na stacji nie ma możliwości zakupu biletów, a obsługa podróżnych odbywa się w pociągu.

## Linie kolejowe
- 225 Havlíčkův Brod – Jihlava – Veselí nad Lužnicí